# Чжэн Сяосюй
Чжэн Сяосю́й (кит. трад. 鄭孝胥, упр. 郑孝胥, пиньинь Zhèng Xiàoxū; 2 апреля 1860, Сучжоу, Цзянсу, Империя Цин — 28 марта 1938, Синьцзин, Маньчжоу-Го) — китайский государственный и политический деятель, дипломат, известный каллиграфист. С 1932 по 1935 год — премьер-министр марионеточного прояпонского государства Маньчжоу-Го.

## Биография

### Ранние годы
Чжэн Сяосюй родился в городе Сучжоу провинции Цзянсу. В 1882 году он сдал государственные экзамены и через три года поступил на государственную службу, был замечен Ли Хунчжаном. В 1891 году он был переведен на работу в китайское посольство в Токио, и в течение нескольких лет выполнял консульские обязанности в Цукидзи, Осаке и Кобе. Во время своего пребывания в городе Кобе он тесно сотрудничал с китайской диаспорой и сыграл важную роль в создании Ассоциации взаимопомощи для членов своего клана (kongsi). В Японии Чжэн также взаимодействовал с влиятельными японскими политиками и учеными, такими, как Ито Хиробуми и Муцу Мунэмицу.

### Государственная служба
После начала Китайско-японской войны в 1894 году Чжэн был вынужден покинуть Японию. Вернувшись в Китай, он поступил в секретариат реформистского государственного деятеля Чжан Чжидуна в Нанкине и вскоре последовал за ним в Пекин, где получил место в министерстве иностранных дел. После неудачных «Ста дней реформ» в 1898 году Чжэн оставил службу в Пекине и далее занимал ряд важных государственных должностей в центральном и южном Китае. После падения династии Цин в ходе Синьхайской революции в 1912 году он отказался служить под началом республиканского правительства. Он временно отошел от общественной жизни, вышел на пенсию и поселился в Шанхае, где посвятил себя каллиграфии, поэзии и искусству. В этот период он также публиковал газетные статьи, в которых резко критиковал Гоминьдан.

### Сотрудничество с Японией
В 1923 году бывший китайский император Пу И пригласил Чжэн Сяосюя в Пекин с просьбой принять участие в реорганизации императорского дома. Чжэн, до сих пор остававшийся убежденным монархистом и сторонником династии Цин, стал сподвижником и советником Пу И. Он организовывал тайные встречи с японскими дипломатами и представителями националистических группировок, таких, как Амурский союз, чтобы обсудить восстановление династии Цин в Маньчжурии. После Мукденского инцидента и вторжения частей Квантунской армии в Маньчжурию Чжэн сыграл важную роль в создании государства Маньчжоу-Го, в следующем году став его первым премьер-министром. Кроме того, он стал автором государственного гимна Маньчжоу-Го.
Чжэн Сяосюй надеялся на то, что Японская империя будет способствовать восстановлению Цинской империи на территории Китая, но впоследствии он разочаровался в своих союзниках. Частые  противоречия между Чжэном и японской администрацией привели к тому, что японцы настояли на его отставке, несмотря на протесты со стороны Пу И. Это произошло в 1935 году. Преемником Чжэн Сяосюя на посту премьер-министра стал бывший военный министр Чжан Цзинхуэй.
Уйдя в отставку, Чжэн остался жить в Синьцзине. В 1938 году он умер при невыясненных обстоятельствах и был похоронен с почестями. После себя он оставил ряд стихотворений, каллиграфические работы, а также дневники.